# Jerry Wald
Jerry Wald (Nova York, 16 de setembre de 1911 - Beverly Hills, 13 de juliol de 1962) va ser un productor i guionista cinematogràfic i radiofònic estatunidenc.

## Biografia
El seu nom complet era Jerome Irving Wald, i va néixer al barri de Brooklyn, a la ciutat de Nova York. El seu germà, Malvin, també va ser cineasta, igual que els seus fills, Andrew i Robert.
Jerry Wald va començar a escriure una columna per al New York Graphic mentre estudiava a la Universitat de Nova York. Aquesta ocupació li va facilitar produir diversos curts Rambling 'Round Radio Row el 1932 i 1933 per a Vitaphone, la divisió de Warner Brothers dedicada als curts.
Wald va produir i va escriure nombrosos films entre les dècades de 1930 i 1960, entre ells Stars Over Broadway (1935), Els turbulents anys vint (1939), On Your Toes (1939, en col·laboració amb el dramaturg Lawrence Riley), La passió cega (1940), Navy Blues (1941), Across the Pacific (1942), L'home que va venir a sopar (1942), Destination Tokyo (1943), Mildred Pierce (1945), Johnny Belinda (1948), Cayo Largo (1948), Always Leave Them Laughing (1949), The Glass Menagerie (1950), Perfect Strangers (1950), Camí a Broadway (1951), The Blue Veil (1951), Peyton Place (1957), Tu i jo (1950) In Love and War (1958), The Sound and the Fury (1959), Sons and Lovers (1960), Return to Peyton Place (1961) i Wild in the Country (1961).
A més, va produir les cerimònies televisades de lliurament dels Premis Oscar de 1957 i 1958.
Wald va ser nominat a l'Óscar a la millor pel·lícula pel seu treball com a productor de les pel·lícules Mildred Pierce, Johnny Belinda, Peyton Place i Sons and Lovers. Encara que no va arribar a guanyar cap d'aquests premis, Wald sí que va ser recompensat amb el Premi en memòria d'Irving Thalberg el 1949.
Jerry Wald va morir el 1962, als 50 anys d'edat, a casa de Beverly Hills, Califòrnia, a causa d'un infart agut de miocardi. Va ser enterrat al Cementiri Forest Lawn Memorial Park de Glendale (Califòrnia).

## Filmografia parcial

### Guionista
- Twenty Million Sweethearts (1934)
- Gift of Gab (1934)
- Living on Velvet (1935)
- I Live for Love (1935)
- Maybe It's Love (1935)
- Sweet Music (1935)
- In Caliente (1935)
- Broadway Gondolier (1935) – diàlegs addicionals
- Stars Over Broadway (1935)
- Little Big Shot (1935)
- Sweet Music (1935)
- Sons o' Guns (1936)
- Ever Since Eve (1937)
- Sing Me a Love Song (1937)
- Ready, Willing and Able (1937)
- Varsity Show (1937)
- Hard to Get (1938)
- Hollywood Hotel (1938)
- Gold Diggers in Paris (1938)
- Going Places (1938)
- Garden of the Moon (1938)
- Brother Rat (1938)
- The Kid from Kokomo (1939)
- Els turbulents anys vint (The Roaring Twenties) (1939)
- On Your Toes (1939)
- Naughty But Nice (1939)
- Three Cheers for the Irish (1940)
- Brother Rat and a Baby (1940)
- Brother Orchid (1940)
- Torrid Zone (1940)
- La passió cega (They Drive by Night) (1940)
- Flight Angels (1940)
- Out of the Fog (1941)
- Navy Blues (1941)
- Million Dollar Baby (1941)
- Manpower (1941)
- The Hard Way (1943)
- Humoresque (1946)
- Amor que mata (Possessed) (1947)
- My Dream Is Yours (1949)
- The Damned Don't Cry! (1950)
- Peyton Place (1956)

### Productor
- Navy Blues (1941)
- George Washington Slept Here (1942)
- L'home que va venir a sopar (The Man Who Came to Dinner) (1942)
- All Through the Night (1942)
- Across the Pacific (1942)
- Larceny, Inc. (1942)
- Juke Girl (1942)
- Background to Danger (1943)
- The Hard Way (1943)
- Action in the North Atlantic (1943)
- Destination Tokyo (1944)
- The Very Thought of You (1944)
- In Our Time (1944)
- Objectiu Birmània (Objective, Burma!) (1945)
- Mildred Pierce (1945)
- Pride of the Marines (1945)
- Humoresque (1946)
- The Unfaithful (1947)
- Camí fosc (Dark Passage) (1947)
- Amor que mata (Possessed) (1947)
- Cayo Largo (Key Largo) (1948)
- Adventures of Don Juan (1948)
- Johnny Belinda (1948)
- To the Victor (1948)
- Flamingo Road (1949)
- Task Force (1949)
- Always Leave Them Laughing (1949)
- The Inspector General (1949)
- One Sunday Afternoon (1949)
- John Loves Mary (1949)
- The Damned Don't Cry (1950)
- Engabiada (Caged) (1950)
- The Breaking Point (1950)
- Perfect Strangers (1950)
- Young Man with a Horn (1950)
- The Glass Menagerie (1950)
- Storm Warning (1951)
- The Blue Veil (1951)
- Behave Yourself! (1951)
- Clash by Night (1952)
- The Lusty Men (1952)
- Macau (Macao) (1952)
- La bella del Pacífic (Miss Sadie Thompson) (1954)
- L'abella reina (Queen Bee) (1955)
- La història d'Eddy Duchin (The Eddy Duchin Story) (1956)
- The Harder They Fall (1956)
- Kiss Them for Me (1957)
- Peyton Place (1957)
- Tu i jo (An Affair to Remember) (1957)
- No Down Payment (1957)
- Mardi Gras (1958)
- El llarg i càlid estiu (The Long, Hot Summer) (1958)
- In Love and War (1958)
- The Story on Page One (1959)
- Beloved Infidel (1959)
- The Sound and the Fury (1959)
- The Best of Everything (1959)
- Hound-Dog Man (1959)
- El multimilionari (Let's Make Love) (1960)
- Sons and Lovers (1960)
- Return to Peyton Place (1961)
- Wild in the Country (1961)
- Mr. Hobbs Takes a Vacation (1962)
- Hemingway's Adventures of a Young Man (1962)
- The Stripper (1963)